# Some Hearts
Some Hearts är Carrie Underwoods debutalbum, släppt den 15 november 2005.

## Låtförteckning
1. Wasted  – 4:34
2. Don't Forget to Remember Me  – 4:00*
3. Some Hearts  – 3:48*
4. Jesus, Take The Wheel  – 3:46*
5. The Night Before (Life Goes On)  – 3:54*
6. Lessons Learned  – 4:09
7. Before He Cheats  – 3:19*
8. Starts With Goodbye  – 4:06
9. I Just Can't Live A Lie  – 3:59
10. We're Young And Beautiful  – 3:53
11. That's Where It Is  – 3:35
12. Whenever You Remember  – 3:47
13. I Ain't In Checotah Anymore  – 3:21
14. Inside Your Heaven  – 3:45*